# Arabesque (Band)

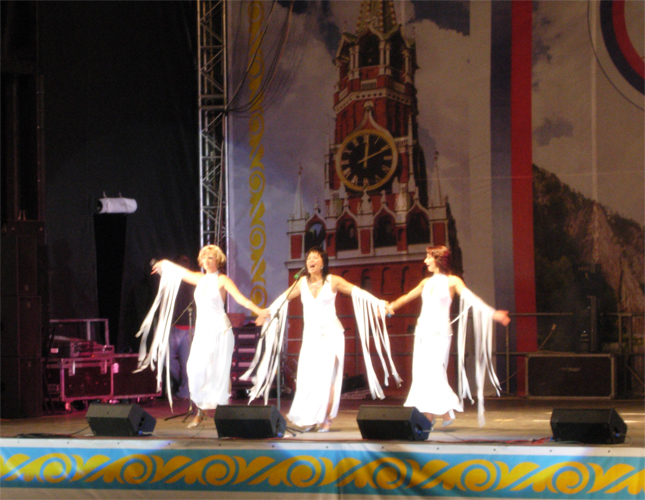
Arabesque - deutsche Band (2007)

Arabesque ist eine deutsche Popmusikgruppe aus der Euro-Disco-Phase. Das Gesangstrio feierte besonders in Japan Erfolge. Nahezu alle Lieder der Band wurden von Jean Frankfurter komponiert und produziert. Michaela Rose ist das einzige dauerhafte Mitglied des Trios seit seiner Gründung.

## Bandgeschichte

### Personal
Die Band wurde 1977 in Frankfurt am Main gegründet und setzte sich ursprünglich aus den drei Sängerinnen Michaela Rose, Karen Ann Tepperis (bis 1978) und Mary Ann Nagel (bis 1978) zusammen. Während Rose zum Dauermitglied avancierte, wurden Tepperis und Nagel in einer Phase personeller Umbesetzungen durch Heike Rimbeau (1978–1979) und Elke Brückheimer (nur 1979) ersetzt. In dieser Zeit traten auch Jasmin Elizabeth Vetter (1978–1984) und Sandra Ann Lauer (August 1978–1984) in die Band ein; zusammen mit Rose bildeten sie die klassische Arabesque-Besetzung.
Nach der Auflösung 1984 bildeten Vetter und Rose die Gruppe Rouge, während Lauer als Sandra ihre Solokarriere startete. Nach 22 Jahren Pause formierte sich die Gruppe im Dezember 2006 neu. Um das Gründungsmitglied Rose haben sich Sabine Kämper, Silke Brauner und Tanja Götemann formiert. Seitdem singt das Trio besonders auf Veranstaltungen in Russland und dem Gebiet der ehemaligen UdSSR.
Karen Ann Tepperis war 2021 Kandidatin der Casting-Show The Voice of Germany.

### Wirken
Während die Gruppe in Japan eine große Popularität erreichte und sehr erfolgreich war, gelang dem Mädchentrio in Deutschland und im übrigen Europa nie der große Durchbruch, woran auch mehrere Auftritte in den bekannten Musiksendungen Musikladen und Disco nichts änderten.
Die erste Single des Trios, Hello, Mr. Monkey (1977), wurde vor allem in Japan, wo sie erst 1978 erschien und hohe Platzierungen der Single-Charts belegte, zu einem Riesenerfolg.
Die Single Marigot Bay (1981), die als einzige von Arabesque in die deutschen Top 10 kam (Platz 8), war die erfolgreichste Hitsingle in Deutschland und Europa. Rose produzierte im Jahre 2008 dieses romantische Lied in einer modernen Version, Marigot Bay 2008 (feat. Michaela Rose). Rose singt mit ihrer Alt-Stimme über Erinnerungen an eine verlorene Liebe am Strand der karibischen Insel St. Lucia. Dieser Remix ist ausschließlich in Downloadportalen erhältlich.
Im April 2010 wurde ein Konzert in Tokio aus dem Jahre 1982 als Live-Album mit dem Titel Fancy Concert veröffentlicht. Zusätzlich enthält die CD eine neue Aufnahme des japanisch gesungenen Liedes Sukiyaki Song von Arabesque feat. Michaela Rose aus dem Jahre 2010 als Bonustrack.

## Diskografie

### Alben

#### Studioalben
| - 1978: Arabesque – Friday Night - 1979: Arabesque II – City Cats - 1980: Arabesque III – Marigot Bay - 1980: Arabesque IV – Midnight Dancer - 1981: Arabesque V – Billy’s Barbeque | - 1982: Arabesque VI – Caballero - 1982: Arabesque VII – Why No Reply - 1983: Arabesque VIII – Loser Pays the Piper - 1984: Arabesque IX – Radio Arabesque - 1984: Arabesque X – Time to Say „Good Bye“ |

#### Livealben
- 1982: Fancy Concert

#### Kompilationen
| - 1981: In For A Penny - 1981: Arabesque - 1981: Greatest Hits - 1983: Radio Arabesque - 1983: Hot Dancing Night with Arabesque - 1984: Best Collection - 1988: Best One - 1990: Radio Arabesque - 1991: Arabesque - 1992: Best Beat (2 CDs) - 1996: The Best of Arabesque (Box mit 5 CDs) - 1997: Midnight Dancer - 1998: Deluxe (2 CDs) - 2001: Best Collection | - 2002: Greatest Hits (2 CDs) - 2004: De Luxe Collection - 2004: Grand Collection - 2004: The Best Of – Vol. I (2 CDs) - 2005: The Best Of – Vol. 2 (2 CDs) - 2005: The Best Of – Vol. 3 (2 CDs) - 2006: The Best - 2007: Greatest Hits of Arabesque - 2008: The Best Of – Vol. 4 – Mega-Mixes (2 CDs) - 2008: The Original Greatest Hits - 2009: Super Best - 2010: Complete Single Collection (2 CDs) - 2015: Complete Box (10 CDs + DVD, limitiert, nur Japan) |

#### Videoalben
- 1981: Hello Mr. Monkey (4 Lieder, 13 Minuten; VHS, CSM-302 / Betamax, CZM-302)
- 1981: Greatest Hits (9 Lieder, 29 Minuten; VHS, CSM-806 / Betamax, CZM-806) / (1983, VHD, VHM-58015)
- 2002: Greatest Hits (17 Lieder, 55 Minuten, DVD; NTSC; Japan, VIBP-14) / (2008, DVD; NTSC; Japan, VIBP-91)

### Singles
| Jahr | Titel Album                                | Höchstplatzierung, Gesamtwochen, AuszeichnungChartplatzierungen (Jahr, Titel, Album, Platzierungen, Wochen, Auszeichnungen, Anmerkungen) | Höchstplatzierung, Gesamtwochen, AuszeichnungChartplatzierungen (Jahr, Titel, Album, Platzierungen, Wochen, Auszeichnungen, Anmerkungen) | Höchstplatzierung, Gesamtwochen, AuszeichnungChartplatzierungen (Jahr, Titel, Album, Platzierungen, Wochen, Auszeichnungen, Anmerkungen) | Anmerkungen                                                 | [↑]: gemeinsam behandelt mit vorhergehendem Eintrag; [←]: in beiden Charts platziert |
| Jahr | Titel Album                                | DE | AT | JP | Anmerkungen                                                 |                                                                                      |
| ---- | ------------------------------------------ | --- | --- | --- | ----------------------------------------------------------- | ------------------------------------------------------------------------------------ |
| 1978 | Hello, Mr. Monkey Friday Night             | — | — | JP8 (… Wo.)JP | Erstveröffentlichung: 1977                                  |                                                                                      |
| 1979 | Friday Night                               | — | — | JP20 (… Wo.)JP |                                                             |                                                                                      |
| 1979 | Fly High, Little Butterfly Friday Night    | — | — | JP33 (… Wo.)JP | Erstveröffentlichung: 25. Januar 1979 nur Japan             |                                                                                      |
| 1979 | Rock Me After Midnight City Cats           | — | — | JP37 (… Wo.)JP | nur Japan                                                   |                                                                                      |
| 1979 | Peppermint Jack City Cats                  | — | — | JP23 (… Wo.)JP |                                                             |                                                                                      |
| 1980 | High Life Marigot Bay                      | — | — | JP34 (… Wo.)JP | nur Japan                                                   |                                                                                      |
| 1980 | Parties in a Penthouse Marigot Bay         | — | — | JP35 (… Wo.)JP | außerhalb Japans nur als B-Seite von Take Me Don’t Break Me |                                                                                      |
| 1980 | Make Love Whenever You Can Midnight Dancer | — | — | JP38 (… Wo.)JP | Erstveröffentlichung: 21. Oktober 1980 nur Japan            |                                                                                      |
| 1980 | Take Me, Don’t Break Me Marigot Bay        | DE40 (13 Wo.)DE | — | — | nicht in Japan veröffentlicht                               |                                                                                      |
| 1981 | Marigot Bay                                | DE8 (22 Wo.)DE | AT17 (4 Wo.)AT | — | nicht in Japan veröffentlicht                               |                                                                                      |
| 1981 | Midnight Dancer                            | — | — | JP46 (… Wo.)JP | Erstveröffentlichung: 25. Februar 1981 nur Japan            |                                                                                      |
| 1981 | In for a Penny Billy’s Barbeque            | DE25 (10 Wo.)DE | — | JP13 (… Wo.)JP |                                                             |                                                                                      |
| 1981 | Billy’s Barbeque                           | — | — | JP26 (… Wo.)JP | nur Japan                                                   |                                                                                      |
| 1981 | Hit the Jackpot Caballero                  | — | — | JP49 (… Wo.)JP | nur Japan                                                   |                                                                                      |
| 1982 | Indio Boy Billy’s Barbeque                 | DE75 (2 Wo.)DE | — | — | in Japan nur als B-Seite von Billy’s Barbeque               |                                                                                      |
| 1982 | Caballero                                  | DE56 (5 Wo.)DE | — | JP54 (… Wo.)JP | A-Seite in Japan                                            |                                                                                      |
| 1982 | Tall Story Teller Caballero[DE: ↑]         | DE56 (5 Wo.)DE | —[JP: ↑] | JP54 (… Wo.)JP | A-Seite außerhalb Japans                                    |                                                                                      |
| 1982 | Young Fingers Get Burnt Why No Reply       | — | — | JP62 (1 Wo.)JP | nur Japan                                                   |                                                                                      |
| 1982 | Why No Reply                               | — | — | JP70 (… Wo.)JP |                                                             |                                                                                      |

Weitere Singles
| - 1978: Buggy Boy - 1979: City Cats - 1980: Hell Driver - 1982: Jingle Jangle Joe - 1982: Colourful Arabesque Non-Stop Digest - 1983: Pack It Up - 1983: Dance, Dance, Dance - 1983: Loser Pays the Piper | - 1983: Sunrise in Your Eyes - 1984: Heart on Fire - 1985: Time to Say „Good Bye“ - 1986: Ecstasy - 1986: Time to Say „Good Bye“ (mit Sandra) - 1998: Hello, Mr. Monkey (Remix) - 2008: Marigot Bay 2008 (feat. Michaela Rose, nur als Download) - 2014: Dance into the Moonlight (feat. Michaela Rose, nur als Download) - 2017: Zanzibar (Original Michaela Rose, nur als Download) |